# 영광향교
영광향교(靈光鄕校)는 대한민국 전라남도 영광군 영광읍에 있는 고려시대의 향교이다. 1985년 2월 25일 전라남도의 유형문화재 제125호로 지정되었다.

## 개요
향교는 훌륭한 유학자를 제사하고 지방민의 유학교육과 교화를 위하여 나라에서 지은 교육기관이다.
처음 지어진 연대는 알 수 없으나, 윤탁이 대성전에 은행나무를 심도록 권장하였다는 기록과 현재의 은행나무 나이를 짐작하여 조선 전기인 1400년대로 추정된다. 현재 남아있는 건물은 대성전·동재·서재·명륜당 등이 있다.
앞쪽에 명륜당을 중심으로 배움의 공간을 두고, 뒤쪽에 대성전을 중심으로 제사공간을 두고 있어 전학후묘의 배치형식을 따르고 있다.
조선시대에는 국가로부터 토지, 노비, 책 등을 지급받아 학생들을 가르쳤으나 갑오개혁(1894) 이후에 교육적 기능은 없어지고 봄·가을에 제사만 지낸다. 이곳에 보관되어 있는 책은 지방 향토사연구에 좋은 자료가 된다.

## 참고 자료
- 영광향교 - 국가유산청 국가유산포털